# Tempêtes
Pour les articles homonymes, voir Tempête (homonymie).

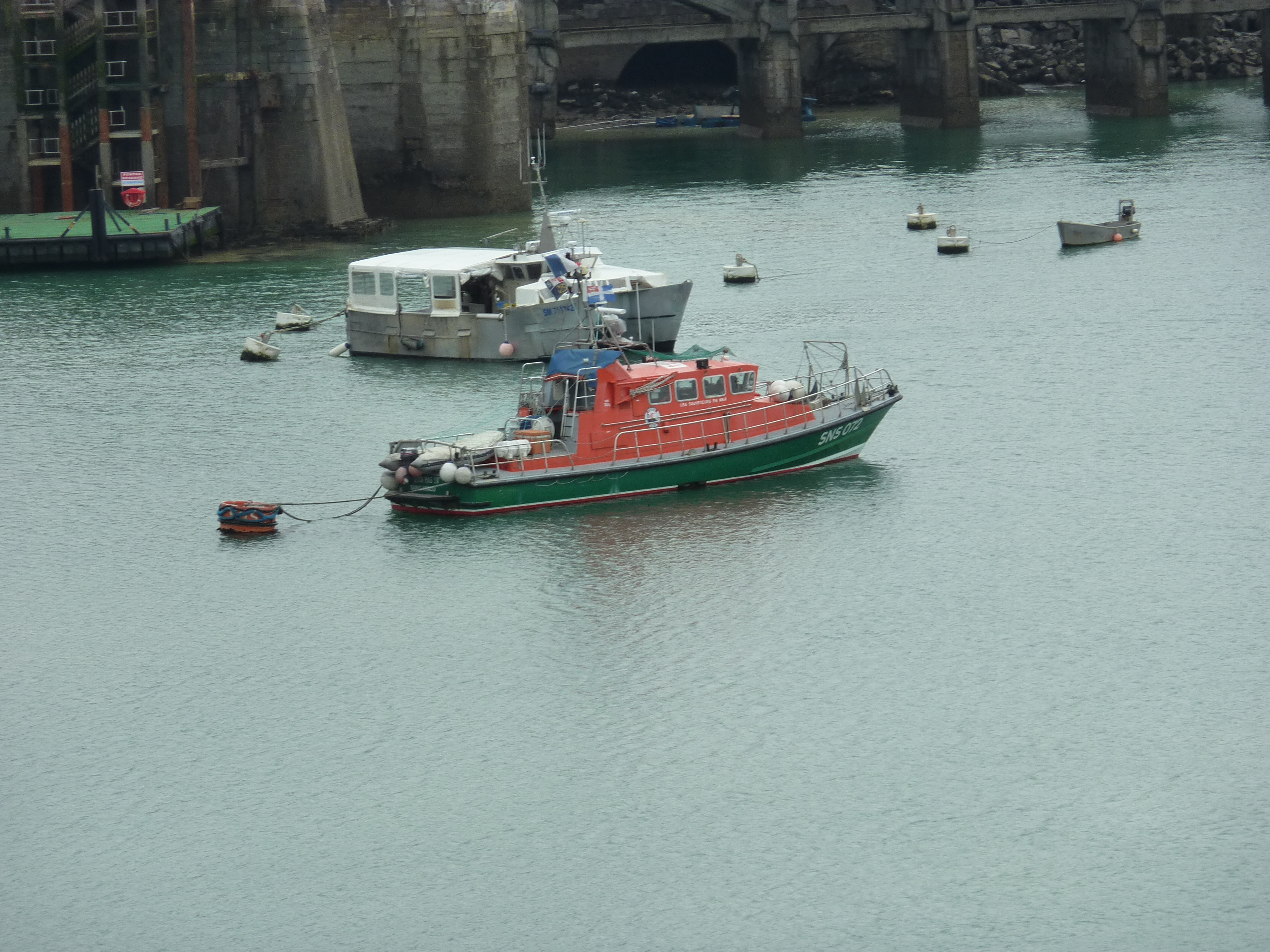
Le bateau de sauvetage de Saint-Malo utilisé pour le téléfilm

Tempêtes est un téléfilm français réalisé par Dominique Baron, Marc Rivière et Michel Sibra, diffusé le 11 décembre 2010 sur France 3 et TV5 Monde, et jusqu'au Japon.

## Synopsis
La vie quotidienne d'un équipage de sauveteurs en mer bénévoles de la SNSM (Société Nationale de Sauvetage en Mer), qui risquent leur vie 24 heures sur 24 et 7 jours sur 7 pour sauver celle des autres, marins professionnels ou de plaisance…

## Fiche technique
- Réalisateurs : Dominique Baron, Marc Rivière et Michel Sibra
- Scénario : Dominique Baron, Marc Rivière, Michel Sibra
- Date de diffusion : 11 décembre 2010 sur France 3
- Directeur de la photographie : Jean-Claude Aumont et Dominique Gentil (équipe en mer)
- Producteur : Western Prod
- Genre : Film dramatique
- Durée : 91 minutes.

## Distribution
- Philippe Torreton : Patrick Cloaguen
- Alexia Barlier : Josiane
- Arno Chevrier : Montfort
- Agathe Dronne : Valérie
- Damien Jouillerot : Rubens
- Nicky Marbot : Tanguy
- Pierre-Arnaud Juin : Joyaux
- Valérie Vogt : Rita
- Titouan Laporte : Jim